# 마일로 벤티밀리아
마일로 벤티밀리아(Milo Ventimiglia  /vɛntɪˈmiːljə/ 이탈리아계로 'g'는 묵음이다. 1977년 7월 8일 ~ )는 미국의 배우이자 제작자이다. 1995년에 《더 프레시 프린스 오브 벨 에어》의 이름 없는 파티 게스트로 데뷔했다. 2000년 TV시리즈 《아퍼짓섹스》에서 주연을 맡았고, 이듬해 《길모어 걸스》에서 제스 마리아노 역으로 전미에 이름을 알림과 동시에 인기를 얻었다. TV시리즈 《아메리칸 드림스》를 거쳐, 《베드퍼드 다이어리》에 연이어 출연했고, 2006년 히트작 《히어로즈》에서 피터 페트렐리를 연기하며 세계적인 주목을 받고, 국내에도 팬카페가 생길 정도로 피터 역으로 큰 인기를 얻었다. 2015년에는 서울드라마어워즈에 제작자로 참석해 웹시리즈 《선택당한자: Chosen》로 뉴트렌드상을 수상 했다. 처음 한국을 방문해 많은 미디어의 관심을 받았다. 2016년부터 2022년까지 방영한 《디스 이즈 어스》의 주연 잭 피어슨 역을 맡으며 배우로서 다시 한 번 큰 성공을 거뒀다.

## 어린시절
1977년 7월 8일 캘리포니아주 애너하임에서 태어났다. 베트남 전쟁 참전용사인 아버지 피터와 교사인 어머니 캐롤의 1남 2녀의 막내로 태어났다. 레슬리와 로렐이라는 두 누나가 있다. 그의 아버지는 이탈리아의 시칠리아 혈통이며, 어머니는 잉글랜드와 스코틀랜드 혈통이다. 오렌지 카운티의 엘 모데나 고등학교를 졸업, 재학 시절에 레슬링을 했고, 드라마 제작 등의 활동도 했으며 학생회장을 맡기도 했다. 대학 진학 직전에는 장학금을 받고 아메리칸 컨서버토리 시어터의 여름 프로그램에 참여했다. 1995년 UCLA(캘리포니아 대학교 로스앤젤레스)로 진학해 연극(영문학 전공이라 표기된 곳들도 다수 있다)을 전공했고 1995년 - 1999년까지 재학했지만 졸업하지 않았다.

## 경력[14]

### 초기 배역
벤티밀리아는 18세부터 연기를 시작했고, 옴니버스 형식의 독립영화인 'Boys Life 2'의 한 편인 'Must Be the Music'에서 게이 소년 제이슨으로, 대사가 있는 역을 처음 맡았다.  그는 CSI:과학수사대, 사브리나, 로앤오더 성범죄전담반, 보스턴 퍼블릭 등의 TV시리즈에 게스트로 출연했다. 2000년에 방영되었던 폭스 TV시리즈 《아퍼짓섹스》에서 제드 페리를 역으로 데뷔 5년만에 주연을 거머쥐었다. 《길모어 걸스》의 시즌 3부터 반항아 청소년 제스 마리아노 역으로 인기를 얻었다. 제작자인 애미 셔먼 팔라디노는 마일로 벤티밀리아를 보고서 예정에 없던 제스라는 캐릭터를 만들었다고 한다. 《길모어 걸스》의 스핀오프로, 제스와 그의 소원해진 관계의 아버지(롭 에스테스)의 이야기에 초점을 맞춘 《윈드워드 서클》이 기획 되었지만 방송되지 못했다. 《아메리칸 드림스》의 세 번째 시즌이자 마지막 시즌에서 벤티밀리아는 멕 프라이어의 반항적인 남자친구 크리스 피어스를 연기했다. 연이어 《베드퍼드 다이어리》에 출연했다. 제작자들은 리처드 손 3세 역에 벤티밀리아만을 염두에 두었다고 한다. 

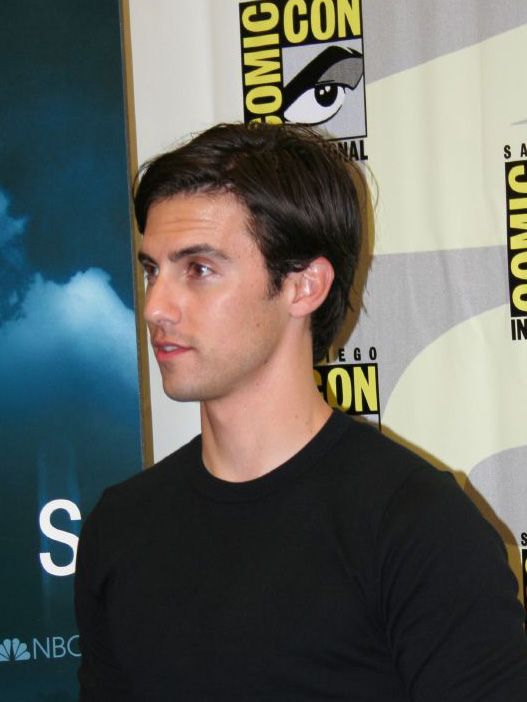
Milo Ventimiglia 2006년 코믹콘

### 주요 영화와 TV
TV 시리즈 출연 중에도 벤티밀리아는 웨스 크레이븐감독의 《커스드》(2005)와 그 외 《스테이 얼라이브》(2006) 등의 영화에 조연으로 출연 했고, 단편 영화 《인텔리전스》(2006)와 장편 영화 《더티 디즈》(2005)에서는 주연을 맡았다. 2006년 12월에 개봉된 록키시리즈의 여섯 번째 작품 《록키 발보아》에서 아들 로버트 발보아 역으로 출연했다.
같은 해에 미국 NBC에서 방영한 DC 코믹스 원작(시즌 1의 16화에 스탠 리도 등장한다)의 《히어로즈》에서  피터 페트렐리 역을 맡았는데, 국내에서는 2008년에 시즌 1이 SBS 외화시리즈로 방영했다. 《히어로즈》가 미국뿐 아니라 전세계적으로 인기를 얻었다. 직접 설립한 회사 디바이드 픽쳐스로 2007년 《It's a Mall World》라는 미니 웹시리즈를 제작하고 감독했다. 2007년 《빅 걸즈 돈 크라이》 뮤직비디오에서 가수 퍼기의 연인 역할로 출연했다. 비디오는 두 버전으로 나뉘어 유튜브에 업로드 되어있는데 두 개의 비디오를 합치면 5억 뷰가 넘는다. 2008년 마크 슐러만의 영화 《패솔로지》에서 주연을 맡았다. 2010년 이후 주연작 영화는 《키스 오브 뱀파이어》, 《브레이킹》, 제작도 겸한 《스태틱》과 《텔》, 《매드타운》, 《악마의 문》, 《레이싱 인 더 레인》 등이다. 그 외 《킬링 시즌》, 《그레이스 오브 모나코》, 《월터》, 《와일드 카드》, 《크리드 2》 등의 영화에서는 작은 배역을 맡았다. 아담 샌들러의 코미디 영화 《댓츠 마이 보이》(2012)에 조역으로 출연한 인연으로 《샌디 웩슬러》, 《그로운 업스(다 큰 녀석들)2》 두 편에 카메오 출연했다. 2018년 영화 《세컨드 액트》는 제니퍼 로페즈가 그를 지명해서 상대역을 맡았는데 비중은 작은 역이다.
TV쪽에서의 활약도 상당한데, 직접 제작하고 출연한 웹시리즈 《선택당한자: Chosen》의 이안 밋첼 역을 맡았다. 프랭크 다라본트의 단명한 느와르 드라마 《몹시티》(2013)에서 변호사이자 해결사인 전직 해병 네드 스택스를 연기했다. 6개의 에피소드에 출연하지만 등장씬은 적다. 2013년에서 2015년에 걸쳐 《The PET Squad Files》라는 TV시리즈의 제작을 맡았는데 본인은 출연하지 않았다. 2016년~17년에 걸쳐 방영한 《Relationship Status》의 제작도 했는데 본인은 카메오로 3개의 에피소드에만 출연했다. TV시리즈 《고담》 시즌 1에서 연쇄 살인마 제이슨 역으로 3개의 에피소드에 출연했다. 스필버그가 제작자로 참여한 《위스퍼스》에서는 주연 숀 베니건 역을 맡아 열연했지만 시즌 1로 종영했다. 《길모어 걸스》의 특별판 《길모어 걸스: 한 해의 스케치》의 두 개의 에피소드에 짧게 출연 했다. 《길모어 걸스》 팬덤의 지지로 《디스 이즈 어스》의 프로모션 중에도 지속적으로 제스 마리아노에 관련한 인터뷰를 했다.(구글 검색 결과가 너무 많아 인용 생략)  
2023년 2월부터 ABC방송국과 훌루에서 방영하는 《컴퍼니유킵》에 출연 중이다. 한국계 미국인 캐서린 해나 킴이 상대역이다.

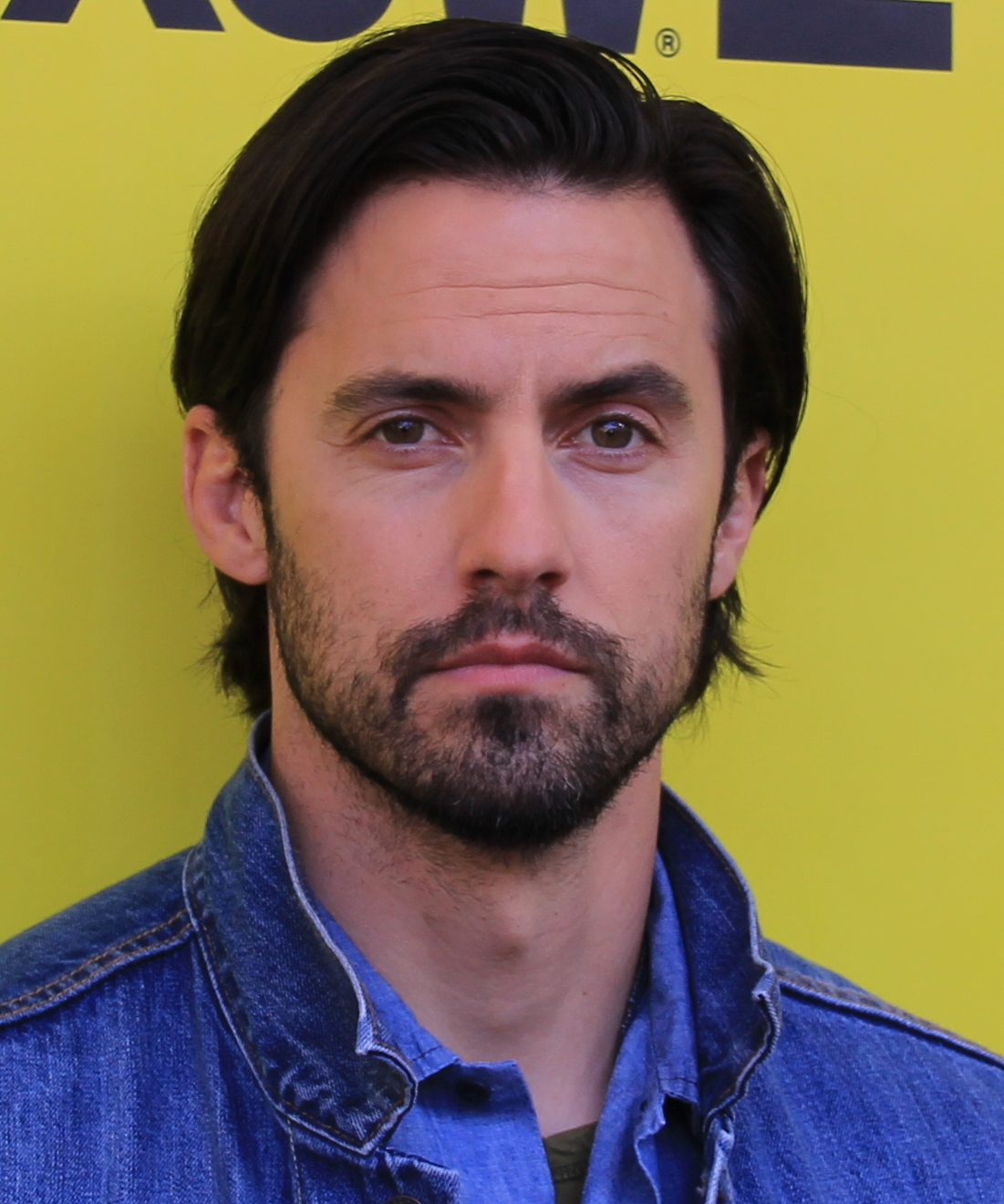
벤티밀리아, 2018년

### 디스 이즈 어스
엄청난 시청률과 관심을 받은 NBC 드라마 시리즈 《디스 이즈 어스》에서 1980년대 말/1990년대 초 미국 중산층 가정의 가장인 잭 피어슨을 연기했다. 2016년 9월 20일 첫 방송을 시작으로 2022년 5월 24일 마지막 편까지, 6개 시즌 106개의 에피소드가 방영됐다. 사회현상이라고도 볼 수 있을 만큼 많은 사람들의 열광적인 지지를 받는 드라마로 오랜만에 TV 앞으로 가족들을 모이게 했다는 평을 받았다. 드라마의 캐릭터 중 가장 사랑을 받은 캐릭터 중의 하나인 잭 피어슨을 연기함으로써 다시 한 번 배우로써의 정점에 올랐다. 수많은 영화제와 조합에서 드라마 시리즈 최고 배우 후보로 올랐고 비평가들의 호평을 받았다.

### 성우, 오디오북
왼쪽 아랫 입술의 죽은 신경으로 인해 발음에 특히 신경 쓴다고 한다. TV애니메이션 시리즈 《얼티밋 스파이더맨》 시리즈의 느와르 버전 스파이더맨, 《마블 애니메이션: 울버린》과 《X-맨: 데스티니》에서의 울버린 등을 연기했다. 제임스 페터슨 원작의 다니엘 X 시리즈를 비롯 다수의 오디오북에서도 나레이션을 맡았다. 스티븐 킹 원작의 팟캐스트 스트로베리 스프링에서도 연기하는 그의 목소리를 들을 수 있다.

### 디바이드 픽쳐스
2005년 벤티밀리아는 절친인 러스 컨디프와 함께 디바이드 픽쳐스를 공동 설립했다. 코믹스를 출간하거나 웹시리즈나 영화를 제작해오고 있다. 월간 코믹시리즈 레스트(Rest)를 출간하고, 코믹스 버서커(Berserker) 제작하기도 했다. 2015년의 《선택당한자: Chosen》를 포함해 꾸준히 영화 및 TV 제작 중이다. 벤티밀리아 주연의 TV시리즈 《컴퍼니유킵》의 제작도 맡고 있다.

## 사생활
채식주의자인 부모님의 영향으로 태어나면서부터 채식주의자이다. 정확히는 락토 베지테리안이다. 가장 섹시한 베지테리안으로 뽑히기도 했다. 태어나면서부터 왼쪽 아랫입술 부분의 신경이 손상되어 움직이지 않는다. 배트맨 역을 맡으면 그의 기울어진 입모양을 보고 누구라도 단번에 알아차릴 거라는 농담을 한 적이 있다. 기울어진 입모양 덕에 2006년 영화 《록키 발보아》에서 같은 입모양을 가진 실베스터 스탤론의 아들 역을 맡을 수 있었다. 영화에서는 담배를 피우는 모습을 보이지만 비흡연가이고 술도 마시지 않는다.  참전 미군 용사들을 위한 지원(투어, 홍보, 모금 기금, 전쟁 지역 방문 등)을 지속적으로 해오고 있다. 《길모어 걸스》의 상대역의 알렉시스 블레델과 2002년부터 2006년까지 3년 반 동안 연인 관계였다. 그 후에는 2007년 12월부터 2009년 2월까지 《히어로즈》의 헤이든 패네티어와 데이트를 하기도 했다. 연기자와 사귀는 것에 대해서 대해 'Bad idea—don't shit where you eat'이라 언급 했다. 2022년 1월 10일 할리우드 명예의 거리에 등재됐다. 데뷔 전에도 광고에 출연한 적이 있다고 하고, 출연한 광고들은 우리나라에도 그대로 방송 전파를 타기도 했다. 바이크와 자동차를 좋아하기 때문인 크라이슬러와 BMW 광고 모델을 한 적도 있으며, 카레이서로 출연한 영화 《레이싱 인 더 레인》도 있다. 2023년 모델 자라 마리아노 (한국계, 하와이안 원주민 출신 미국인)와 결혼했다.   

## 출연 작품

### 영화
| Year | Title                         | Role                  | Notes                        |
| ---- | ----------------------------- | --------------------- | ---------------------------- |
| 1997 | Boys Life 2                   | Jason                 | Segment: "Must Be the Music" |
| 1999 | She's All That                | Soccer Player         |                              |
| 1999 | Speedway Junky                | Travis                |                              |
| 2000 | Massholes                     | Doc                   |                              |
| 2001 | Nice Guys Finish Last         | Josh                  | Short film                   |
| 2003 | Winter Break                  | Matt Raymand          |                              |
| 2005 | Cursed                        | Bo                    |                              |
| 2005 | Dirty Deeds                   | Zach Harper           |                              |
| 2006 | Intelligence                  | Colin Mathers         | Short film                   |
| 2006 | Stay Alive                    | Loomis Crowley        |                              |
| 2006 | Rocky Balboa                  | Rocky Balboa Jr.      |                              |
| 2008 | Pathology                     | Dr. Ted Grey          |                              |
| 2009 | Gamer                         | Rick Rape             |                              |
| 2009 | Armored                       | Officer Jake Eckehart |                              |
| 2010 | Order of Chaos                | Rick                  |                              |
| 2011 | The Divide                    | Josh                  |                              |
| 2012 | That's My Boy                 | Chad Martin           |                              |
| 2012 | Static                        | Jonathan Dade         |                              |
| 2013 | Kiss of the Damned            | Paulo                 |                              |
| 2013 | Grown Ups 2                   | Frat Boy Milo         |                              |
| 2013 | Breaking at the Edge          | Ian Wood              |                              |
| 2013 | Killing Season                | Chris Ford            |                              |
| 2014 | Grace of Monaco               | Rupert Allan          |                              |
| 2014 | Tell                          | Ethan Tell            |                              |
| 2015 | Walter                        | Vince                 |                              |
| 2015 | Wild Card                     | Danny DeMarco         |                              |
| 2016 | Madtown                       | Denny Briggs          |                              |
| 2017 | Sandy Wexler                  | Barry Bubatzi         |                              |
| 2017 | Devil's Gate                  | Jackson Pritchard     |                              |
| 2018 | Creed II                      | Rocky Balboa Jr.      |                              |
| 2018 | Second Act                    | Trey                  |                              |
| 2019 | The Art of Racing in the Rain | Denny Swift           |                              |
| 2024 | Land of Bad                   | Captain Sugar         |                              |

### 방송
| Year      | Title                               | Role                      | Notes                              |
| --------- | ----------------------------------- | ------------------------- | ---------------------------------- |
| 1995      | 더 프레시 프린스 오브 벨 에어       | Party Guest No. 1         | Episode: "Bourgie Sings the Blues" |
| 1996      | 미녀마법사 사브리나                 | Letterman                 | Episode: "Terrible Things"         |
| 1996      | Saved by the Bell: The New Class    | Greg                      | Episode: "Hospital Blues"          |
| 1997      | EZ Streets                          | Young Cameron Quinn       | Episode: "A Terrible Beauty"       |
| 1998      | Brooklyn South                      | Johnny Mancuso            | Episode: "Hospital Blues"          |
| 1998      | Kelly Kelly                         | Steve Spencer             | Episode: "Bye Bye Baby"            |
| 1998      | One World                           | Eric                      | Episode: "Community Service"       |
| 1999      | Promised Land                       | Tony Brackett             | Episode: "In the Money"            |
| 2000      | Opposite Sex                        | Jed Perry                 | Main role; 8 episodes              |
| 2000      | CSI: 과학수사대                     | Bobby Taylor              | Episode: "Friends & Lovers"        |
| 2001–2006 | 길모어 걸스                         | Jess Mariano              | 37 episodes                        |
| 2003      | Windward Circle                     | Jess Mariano              | Unsold pilot                       |
| 2003      | Boston Public                       | Jake Provesserio          | 3 episodes                         |
| 2003      | Law & Order: Special Victims Unit   | Lee Healy                 | Episode: "Escape"                  |
| 2004–2005 | American Dreams                     | Chris Pierce              | 12 episodes                        |
| 2006      | 베드퍼드 다이어리                   | Richard Thorne III        | Main role; 8 episodes              |
| 2006–2010 | 히어로즈                            | Peter Petrelli            | Main role; 70 episodes             |
| 2008      | Robot Chicken                       | Green Arrow (voice)       | Episode: "They Took My Thumbs"     |
| 2010      | The Webventures of Justin and Alden | Himself                   | Episode: "The Last Episode"        |
| 2011      | Suite 7                             | Milo                      | Episode: "That Guy"                |
| 2011      | The Temp Life                       | Cook                      | 2 episodes                         |
| 2011      | Wolverine                           | Wolverine / Logan (voice) | 12 episodes                        |
| 2013      | Mob City                            | Ned Stax                  | Main role; 6 episodes              |
| 2013      | Chosen                              | Ian Mitchell              | Main role; 11 episodes             |
| 2015      | Gotham                              | Jason Lennon / The Ogre   | 3 episodes                         |
| 2015      | The PET Squad Files                 | Cash Buggiardo            | 4 episodes                         |
| 2015      | The Whispers                        | Sean Bennigan             | Main role; 13 episodes             |
| 2015      | The League                          | Agent Baker               | Episode: "The Block"               |
| 2015–2016 | Ultimate Spider-Man                 | Spider-Man Noir (voice)   | 4 episodes                         |
| 2016      | Relationship Status                 | Jack                      | Web series; 3 episodes             |
| 2016      | Gilmore Girls: A Year in the Life   | Jess Mariano              | 2 episodes                         |
| 2016–2022 | 디스 이즈 어스                      | Jack Pearson              | Main role                          |
| 2022      | The Marvelous Mrs. Maisel           | Handsome man              | Episode: "Ethan...Esther...Chaim"  |
| 2023      | The Company You Keep                | Charlie Nicoletti         | Main role, also executive producer |

### 뮤직비디오
| Year | Title                      | Artist          | Role          |
| ---- | -------------------------- | --------------- | ------------- |
| 2007 | "Big Girls Don't Cry"      | 퍼기            | Love interest |
| 2014 | "I Can't Make You Love Me" | 프리양카 초프라 | Love interest |

### 비디오 게임
| Year | Title          | Role            | Notes      |
| ---- | -------------- | --------------- | ---------- |
| 2011 | X-Men: Destiny | Grant Alexander | Voice role |

### 연출한 작품
| Year | Title                     | Notes                               |
| ---- | ------------------------- | ----------------------------------- |
| 2007 | It's a Mall World         | Miniseries; 13 episodes             |
| 2009 | Dave Knoll Finds His Soul |                                     |
| 2010 | Ultradome                 | Episode: Han Solo vs. Indiana Jones |
| 2011 | Suite 7                   | Episode: "That Guy"                 |
| 2019 | This Is Us                | Episode #59: "Storybook Love"       |
| 2021 | This Is Us                | Episode #87: "Jerry 2.0"            |
| 2022 | This Is Us                | Episode #96: "The Guitar Man"       |

### 제작한 작품
| Year | Title                     | Notes                           |
| ---- | ------------------------- | ------------------------------- |
| 2007 | It's a Mall World         | Producer; 13 episodes           |
| 2007 | Winter Tales              | Producer                        |
| 2009 | Dave Knoll Finds His Soul | Executive producer              |
| 2010 | Ultradome                 | Executive producer; 3 episodes  |
| 2011 | Suite 7                   | Producer; episode: "That Guy"   |
| 2012 | Static                    | Executive producer              |
| 2013 | The PET Squad Files       | Executive producer; 6 episodes  |
| 2013 | Chosen                    | Executive producer; 18 episodes |
| 2014 | Tell                      | Producer                        |
| 2016 | Relationship Status       | Executive producer              |
| 2020 | Evel                      | Executive producer              |

### 작가로 참여한 작품
| Year | Title     | Notes      |
| ---- | --------- | ---------- |
| 2010 | Ultradome | Co-creator |

## 후보 및 수상작
| Year | Ceremony                                              | Category                                                                       | Nominated work     | Result  |
| ---- | ----------------------------------------------------- | ------------------------------------------------------------------------------ | ------------------ | ------- |
| 2004 | Bravo Otto                                            | Best Male TV Star                                                              | 길모어 걸스        | 후보    |
| 2007 | 틴 초이스 어워드 Teen Choice Awards                   | Choice Drama TV Actor of the Year                                              | 히어로즈           | 후보    |
| 2007 | 스크림상 Scream Awards                                | Best TV Superhero                                                              | 히어로즈           | 후보    |
| 2008 | 틴 초이스 어워드 Teen Choice Awards                   | Choice Action or Adventure TV Actor of the Year                                | 히어로즈           | 수상    |
| 2008 | Monte-Carlo Television Festival                       | Golden Nymph Award for Best Actor in a Drama Series                            | 히어로즈           | 후보    |
| 2009 | 새턴상 Saturn Awards                                  | Best Television Supporting Actor                                               | 히어로즈           | 후보    |
| 2014 | International Academy of Web Television Awards        | Best Male Performance in a Drama Television Series                             | 선택당한자: Chosen | 수상    |
| 2015 | 서울드라마어워즈                                      | 뉴트렌드상                                                                     | 선택당한자: Chosen |         |
| 2017 | 에미상 Primetime Emmy Awards                          | Outstanding Lead Actor in a Drama Series                                       | 디스 이즈 어스     | 후보    |
| 2017 | Online Film & Television Association Awards           | Best Television Drama Series Actor                                             | 디스 이즈 어스     | 후보    |
| 2017 | 피플스 초이스상 People's Choice Awards                | Favorite Actor In A New TV Series                                              | 디스 이즈 어스     | 후보    |
| 2017 | 틴 초이스 어워드 Teen Choice Awards                   | Choice Drama TV Actor of the Year                                              | 디스 이즈 어스     | 후보    |
| 2018 | 에미상 Primetime Emmy Awards                          | Outstanding Lead Actor in a Drama Series                                       | 디스 이즈 어스     | 후보    |
| 2018 | Gold Derby Awards                                     | TV Drama Series Actor of the Year                                              | 디스 이즈 어스     | 후보    |
| 2018 | Gold Derby Awards                                     | TV Ensemble of the Year                                                        | 디스 이즈 어스     | 후보    |
| 2018 | Online Film & Television Association Awards           | Best Television Drama Series Actor                                             | 디스 이즈 어스     | 후보    |
| 2018 | 미국 배우 조합상 Screen Actors Guild Awards           | Outstanding Performance by a Cast in a Television Drama Series                 | 디스 이즈 어스     | 수상    |
| 2019 | 에미상 Primetime Emmy Awards                          | Outstanding Lead Actor in a Drama Series                                       | 디스 이즈 어스     | 후보    |
| 2019 | 크리틱스 초이스 영화상 Critics' Choice Awards         | Best Television Drama Series Actor                                             | 디스 이즈 어스     | 후보    |
| 2019 | 피플스 초이스상 People's Choice Awards                | Favorite Male TV Star of the Year                                              | 디스 이즈 어스     | 후보    |
| 2019 | 미국 배우 조합상 Screen Actors Guild Awards           | Outstanding Performance by a Cast in a Television Drama Series                 | 디스 이즈 어스     | 수상    |
| 2019 | Harvard University's Hasty Pudding Theatricals Awards | Man of the Year                                                                | 빈칸               | Honored |
| 2022 | Hollywood Critics Association TV Awards               | Best Directing(for "Guitar Man") in a Broadcast Network or Cable Series, Drama | 디스 이즈 어스     | 후보    |
| 2022 | Hollywood Critics Association TV Awards               | Best Actor in a Broadcast Network or Cable Series, Drama                       | 디스 이즈 어스     | 후보    |